# Sakurabiat
Os Sakurabiat são um povo ameríndio que habita o estado brasileiro de Rondônia. Formam uma sociedade de 161 indivíduos, que vivem na Terra Indígena Rio Guaporé e na Terra Indígena Rio Mequéns, no município de Cerejeira. Falam a língua Sakurabiat.